# Quy Nhơn Tây
Quy Nhơn Tây là một phường thuộc tỉnh Gia Lai, Việt Nam. 

## Lịch sử
Quy Nhơn Tây được thành lập theo Nghị quyết số 1664/NQ-UBTVQH15 năm 2025, trên cơ sở giải thể thành phố Quy Nhơn, sáp nhập tỉnh Bình Định vào tỉnh Gia Lai và thực hiện hợp nhất toàn bộ diện tích tự nhiên và dân số của phường Bùi Thị Xuân và xã Phước Mỹ thuộc thành phố Quy Nhơn thành phường Quy Nhơn Tây.